# Liste der Naturdenkmale in Zeuthen
Die Liste der Naturdenkmale in Zeuthen nennt die Naturdenkmale in Zeuthen im Landkreis Dahme-Spreewald in Brandenburg.
In den Spalten befinden sich folgende Informationen:
- Nr.: Identifizierungsnummer nach veröffentlichter Liste. Sie wird von der unteren Naturschutzbehörde des Landkreises oder der kreisfreien Stadt vergeben. Wenn sie bekannt ist, wird sie angegeben. In dieser Spalte kann sich zusätzlich das Wort Wikidata befinden, der entsprechende Link führt zu Angaben zu diesem Naturdenkmal bei Wikidata.
- Bezeichnung: Benennung des Naturdenkmals, in der Regel wird bei Bäume die Baumart genannt. Bekannte Eigennamen werden mit angegeben.
- Gemarkung: Ort oder Gemarkung, in der sich das Naturdenkmal befindet
- Lage: Nennt die Lage des Naturdenkmals im jeweiligen Ortsteil und die geografischen Koordinaten des Naturdenkmals. Link zu einem Kartenansichtstool, um Koordinaten zu setzen. In der Kartenansicht sind Naturdenkmale ohne Koordinaten mit einem roten beziehungsweise orangen Marker dargestellt und können in der Karte gesetzt werden. Denkmale ohne Bild sind mit einem blauen bzw. roten Marker gekennzeichnet, Denkmale mit Bild mit einem grünen beziehungsweise orangen Marker.
- Beschreibung: die Beschreibung des Naturdenkmales
- Schutzzweck: Erläutert den Grund der Unterschutzstellung
- Bild: Zeigt ein Bild des Naturdenkmales und gegebenenfalls ein Link zu weiteren Fotos im Medienarchiv Wikimedia Commons

## Einzeldenkmale

### Miersdorf
| Bild                                    | Bezeichnung                            | Lage | Beschreibung | Schutzzweck | Nummer |
| --------------------------------------- | -------------------------------------- | --- | --- | ----------- | ------ |
| Direkt Bild zu diesem Denkmal hochladen | Winterlinde                            | Miersdorf, Unmittelbar Eingang Kirchhof, Flur 7, Flurstück 61 ()                                        | |             |        |
| BW                                      | Weiher ("Teiche am Heideberg Zeuthen") | Miersdorf, Flur 2, Flurstück 11 (ganz), 12, 13, 14/5, 14/6 (anteilig) (52° 21′ 15,9″ N, 13° 36′ 9,5″ O) | (geschützt mit Weiher in Schulzendorf: Flur 4, Flurstück 60/5, 140; Schulzendorf: Flur 14, Flurstück 120, 121, 131, 132, 133, 134) |             |        |

### Zeuthen
| Bild                                    | Bezeichnung    | Lage | Beschreibung | Schutzzweck | Nummer |
| --------------------------------------- | -------------- | --- | ------------ | ----------- | ------ |
| Direkt Bild zu diesem Denkmal hochladen | Scheinzypresse | Zeuthen, Lindenallee 4, Flur 15, Flurstück 69 ()                                                               |              |             |        |
| BW                                      | Rotbuche       | Zeuthen, Goethestraße 25 a (Am Selchower Flutgraben), Flur 10, Flurstück 196 (52° 21′ 3,7″ N, 13° 37′ 42,3″ O) |              |             |        |
| BW                                      | Stieleiche     | Zeuthen, Fontaneallee 27/28 (Am Seehotel), Flur 17, Flurstück 38/5 (52° 19′ 57,3″ N, 13° 38′ 20,7″ O)          |              |             |        |

## Flächendenkmale

### Miersdorf
| Bild | Bezeichnung                | Lage                                                                         | Beschreibung | Schutzzweck | Nummer |
| ---- | -------------------------- | ---------------------------------------------------------------------------- | ------------ | ----------- | ------ |
| BW   | Heidewiese Zeuthen         | Miersdorf, am Selchower Flutgraben (52° 21′ 42″ N, 13° 36′ 31,9″ O)          | 3,673 Hektar |             | 4011   |
| BW   | Kienpfuhl, Zeuthen         | Miersdorf, (52° 20′ 51,3″ N, 13° 37′ 4,3″ O)                                 | 7,536 Hektar |             | 4008   |
| BW   | Erlenbruch am Sellenzugsee | Miersdorf, zwischen Fontaneallee 26 und 27 (52° 20′ 4,8″ N, 13° 38′ 23,7″ O) | 2,018 Hektar |             | 4023   |

## Quelle
Die Daten wurden vom Umweltamt des Landkreises Dahme-Spreewald zur Verfügung gestellt.
- Karte mit allen Koordinaten:
- OSM |
- WikiMap